# Уотерс, Кристал
Кристал Уотерс (англ. Crystal Waters) — американская певица в жанрах хаус и танцевальная музыка. Популярность ей принесли в 1990-е хиты «Gypsy Woman» и «100% Pure Love», в 2007 году вновь вернулась в чарты с синглом «Destination Calabria», который она записала совместно с Алексом Гаудино. Синглы со всех трёх её студийных альбомов смогли войти в топ-40 чарта Billboard Dance Club Songs, певица имеет двенадцать чарттопперов в данном чарте. В декабре 2016 года журнал Billboard назвал ее одной из самых успешных певиц танцевальной музыки. Её награды включают в себя 6 наград ASCAP Songwriter Awards, три номинации American Music Award, MTV Video Music Award nod, четыре награды Billboard Music Awards.

## Дискография
- Surprise (1991)
- Storyteller (1994)
- Crystal Waters (1997)